# Ritva Valkama

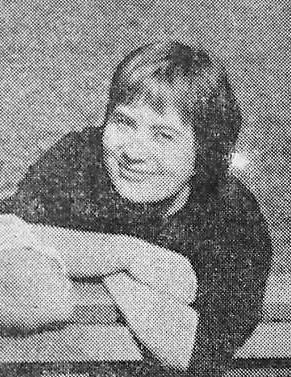
Ritva Valkama en 1961

Ritva Valkama (13 de noviembre de 1932 – 8 de mayo de 2020) fue una actriz teatral, cinematográfica y televisiva finlandesa.

## Biografía
Su nombre completo era Ritva Karin Valkama, y nació en Jyväskylä, Finlandia, siendo sus padres los actores Reino Valkama y Irja Nissinen. Graduada en la escuela secundaria Kallio en 1951, terminó estudios teatrales en la Academia de Teatro de la Universidad de las Artes de Helsinki en 1956, interpretando sus primero papeles en el Teatro Nacional de Finlandia mientras estudiaba en 1955–1956.
La serie televisiva Parempi myöhään…, iniciada en 1979, convirtió a Valkama en una actriz famosa en su país. Su compenetración con el otro protagonista de la serie, Pentti Siimes, llevó a pensar al público que eran matrimonio en la vida real. Ambos actores ganaron en tres años consecutivos (1979–1981) el premio de la revista Telvis a los artistas más populares de la televisión.
En 1985 Valkama empezó a trabajar como profesora de interpretación en la Escuela de Teatro, actividad que desempeñó fuera de ese puesto en la década de 1990. En los años 1987 y 1988 Valkama dirigió las actividades veraniegas del Teatro Uusi Iloinen, participando en ellas también como actriz. En 1994 se retiró, aunque hizo algunas actuaciones teatrales posteriormente como artista invitada. Por su carrera teatral recibió en el año 2000 el Premio estatal de artes escénicas (Näyttämötaiteen valtionpalkinto.
A lo largo de su carrera teatral, Valkama actuó en teatros como el Helsingin Kaupunginteatteri, Hämeenlinnan kaupunginteatteri, Lilla Teatern y Tampereen Teatteri, participando entre otras obras en Quartet (2002−2011), Elokuu, Ihmisen osa y La gata sobre el tejado de zinc.
Además de su carrera teatral y televisiva, Valkama fue también actriz cinematográfica y de voz. Fue galardonada en el año 1986 con la Medalla Pro Finlandia, y en 1999 con la Medalla Ida Aalberg.
Ritva Valkama falleció en el año 2020 en Helsinki, Finlandia, a los 87 años de edad. Desde 1957 estuvo casada con el actor Pertti Palo. Tuvieron tres hijas, Sanna-Kaisa Palo, Maiju Palo y Riitta-Mari Palo. La actriz Emmi Parviainen es su nieta.

## Filmografía (selección)

### Series televisivas
- 1973 : Mustat ja punaiset vuodet
- 1975 : Tapaus Ritva Valkama
- 1976-1978 : Iltalintu
- 1979-1980 : Parempi myöhään...
- 1982 : Reinikainen
- 1982 : Ollaan kuin kotonanne
- 1983 : Koettakaa vedellä, vastasi palopäällikkö
- 1985 : Musta tuntuu
- 1987 y 1996 : Joulukalenteri
- 1988 : Tiikerihai
- 1991 : Sketsofrenia
- 1993 : Hirveä juttu
- 1994 : Napaseutu
- 1995-1996 : Akkulaturit
- 1995-1996 : Ottaako sydämestä?
- 1997 : Verisiskot

### Programas televisivos
- 1985 : Mestari Patelin
- 1987 : Maitoa, maitoa!
- 1988 : Kanavanvaihtaja
- 1991 : Venla-palkinto
- 2001 : Haluatko ministeriksi?

### Cine
- 1954 : Olemme kaikki syyllisiä
- 1955 : Isän vanha ja uusi
- 1955 : Villi Pohjola
- 1957 : Vihdoinkin hääyö...
- 1958 : Murheenkryynin poika
- 1959 : Vatsa sisään, rinta ulos!
- 1959 : Virtaset ja Lahtiset
- 1975 : Rakastunut rampa
- 1977 : Häpy Endkö? Eli kuinka Uuno Turhapuro sai niin kauniin ja rikkaan vaimon
- 1977 : Viimeinen savotta
- 1978 : Piilopirtti
- 1979 : Herra Puntila ja hänen renkinsä Matti
- 1980 : Tulitikkuja lainaamassa
- 1986 : Liian iso keikka
- 1989 : Anni tahtoo äidin
- 1994 : Uuno Turhapuron veli
- 1995 :  Ihmeelliset kyyneleet

## Actriz de voz
- 1951 : Alicia en el país de las maravillas
- 1997 : Pippi Långstrump
- 2000 : Dinosaurio
- 2003 : La profecía de las ranas